# Elek Judit
Elek Judit (Budapest, 1937. november 10. –) Kossuth- és Balázs Béla-díjas magyar filmrendező és forgatókönyvíró.

## Életpályája
A vészkorszakot előbb egy Pozsonyi úti védett házban, majd a Budapesten felállított gettóban élte túl. 1956–1961 között a Színház- és Filmművészeti Főiskola diákja volt, Máriássy Félix osztályában. Osztálytársai voltak többek között Gábor Pál, Gyöngyössy Imre, Huszárik Zoltán, Kardos Ferenc, Kézdi-Kovács Zsolt, Rózsa János, Singer Éva és Szabó István. Ez idő alatt a Balázs Béla Stúdió alapító tagja volt. 1968-ban készítette el első nagyjátékfilmjét, a Sziget a szárazföldön címűt. Az 1980-as évektől kezdve történelmi filmeket készített (Vizsgálat Martinovics Ignác szászvári apát és társainak ügyében). A Mária-nap (1984) című filmje az Un certain regard szekcióban került bemutatásra az 1984-es cannes-i filmfesztiválon. Az 1990-es években zsidó témájú filmeket forgatott.

## Filmjei

### Rendezőként
- Vásárcsarnok (1962)
- Találkozás-Apróhirdetés (1963)
- Találkozás (1963) (forgatókönyvíró is)
- Kastélyok lakói (1966)
- Meddig él az ember? I–II. (1967)
- Sziget a szárazföldön (1968) (forgatókönyvíró is)
- Sötétben-világosban (1970)
- Találkozunk 1972-ben
- Istenmezején 1972-73-ban (1971–1973) (forgatókönyvíró is)
- Egyszerű történet (1971–1975) (forgatókönyvíró is)
- Vizsgálat Martinovics Ignác szászvári apát és társainak ügyében (1980)
- Majd holnap (1980)
- Mária-nap (1984)
- Tutajosok (1987–1989) (forgatókönyvíró is)
- Sántha József: A legnagyobb (1992)
- Ébredés (1994) (forgatókönyvíró és szerkesztő is)
- Mondani a mondhatatlant: Elie Wiesel üzenete (1996) (forgatókönyvíró és szerkesztő is)
- Egy szabad ember – Fisch Ernő élete (1998)
- A hét nyolcadik napja (2006) (forgatókönyvíró és producer is)
- Visszatérés (2011) (forgatókönyvíró és producer is)

### Forgatókönyvíróként
- Árvácska (1976)

### Színészként
- Az a nap a mienk (2002)

### Egyéb filmjei
- Asszony a telepen (1963)
- Az életbe táncoltatott leány (1964)
- Így jöttem (1965)

## Könyvek
- Ébredés; Magvető, Bp., 1964 (Új termés)
- Szabó Borbála: Budapesti napló. 1944. november–1945. január; sajtó alá rend., jegyz. Elek Judit; Magvető, Bp., 1983, (a Tények és tanúk sorozatban)
- Vizsgálat Martinovics Ignác szászvári apát és társai ügyében. Filmforgatókönyv, eredeti iratok; filmforgatókönyv Elek Judit, dokumentum vál., szerk. Benda Kálmán, Elek Judit; Magvető, Bp., 1983 (Nemzet és emlékezet)
- Tutajosok. Technikai forgatókönyv 1–2.; írta és rend. Elek Judit, dramaturg Bíró Zsuzsa, operatőr Halász Gábor; Budapest Filmstúdió, Bp., 1987
- Tutajosok. Filmforgatókönyv / A tiszaeszlári per dokumentumai; Magvető, Bp., 1990
- Elek Judit–Sükösd Mihály: A tiszaeszlári per dokumentumai; Jelenkor–Dánielfilm Stúdió, Pécs–Bp., 2013

## Díjai, elismerései
- Miskolc város fődíja (1968)
- A locarnói fesztivál különdíja (1968) Meddig él az ember? I–II.
- CIDALC-díj (1970)
- FIPRESCI-díj (1975) Istenmezején 1973–74-ben
- A francia Irodalom és Művészetek Rend lovagi fokozata (1986)
- Balázs Béla-díj (1987)
- A montrali filmfesztivál zsűri díja (1989) Tutajosok
- A créteili fesztivál fődíja (1990) Tutajosok
- A salernói fesztivál nagydíja (1996)
- A Magyar Köztársasági Érdemrend tisztikeresztje (2006)
- A Filmszemle díja (2007)
- Kossuth-díj (2008)
- Magyar Mozgókép Mestere (2009)
- Magyar Filmkritikusok Díja – Életműdíj (2018)
- A Magyar Filmakadémia életműdíja (2024)[5]

## Fordítás
- Ez a szócikk részben vagy egészben  a   Judit Elek című angol Wikipédia-szócikk fordításán alapul.  Az eredeti cikk szerkesztőit annak laptörténete sorolja fel. Ez a jelzés csupán a megfogalmazás eredetét és a szerzői jogokat jelzi, nem szolgál a cikkben szereplő információk forrásmegjelöléseként.